# 黄麻起義
黄麻起義（こうまきぎ）は中国共産党による武装革命運動の一つ。
1927年（民国16年）11月13日、中国共産党湖北省委員会の指導の下、
中華民国湖北省黄安県及び麻城県の3万の農民軍と義勇軍が蜂起、黄安県城を攻撃し鄂豫皖地区における中国国民党への初めての武装闘争となり、この蜂起を契機に黄安農民政府、工農革命軍鄂東軍が組織された。

## 当時の政治的状況
中国共産党結党後、黄安、麻城地区では共産主義が次第に浸透、1925年（民国14年）後半には黄安、麻城県に中国共産主義青年団特別支部が組織された。1927年（民国16年）には両県特別支部は県委員会に改編され、共産党の組織化が急速に推進され、党員90名、加入した農協会員は18万名を数え、別に300名規模の農民自衛軍が組織された。
1927年（民国16年）4月12日、蔣介石の指示による共産党弾圧事件（上海クーデター）が発生、多くの共産党員が逮捕、処刑されると、両県党組織は自衛軍を中心とした抵抗方針を決定、9月には両県党委員会は武装蜂起の方針を決定したが、武装闘争の経験不足と、国民党軍第30軍の進出もあり計画の実行は見送られていた。

## 武装蜂起
10月中旬、中国共産党湖北省委員会は両県での武相蜂起の条件が整ったと判断、符向一、劉鎮一、呉光浩、王志仁を派遣し武装闘争を指導させると共に、符向一を書記とすると黄麻特別区委員会を成立させ、潘忠汝を総指揮官とする黄麻起義指揮部を設置している。11月3日、黄麻特区委は七里坪で会議を開催、黄麻両県の自衛軍を中心に武装した民衆による黄安県城攻略の方針を決定した。
11月13日、共産党は黄安自衛軍及び麻城、七里坪、紫雲自衛軍の一部勢力による蜂起軍を結成、答辞に麻城自衛軍の一部を河北省光山県からの反攻に備え配置した上で、七里坪方面より黄安県へ進撃を開始した。14日未明には県城北門を開門し県政府、警察署を占拠、県長や警備隊、地主など10数名を殺害した。その後国民党第30軍第1連隊が反攻したため、自衛軍の壊滅を危惧した共産党は同日黄安県より七里坪に撤退している。黄安県に到着した国民党軍であるが再び武装蜂起が発生することを恐れ同日夜に撤退、それを受けて18日に共産党は再び黄安県に入り黄安県農民政府を組織、曹学楷を主席に任命した。その後湖北省委員会の指示により黄麻両県の自衛軍及び武装蜂起に参加した黄陂県自衛軍の一部300名を工農革命軍鄂東軍に改編、潘忠汝が引き続き総指揮に就任、党代表には戴克敏が選出された。
11月27日、国民党第30軍独立旅団400名が黄安県に進撃したが失敗、12月5日に国民党第12軍により再攻撃を行ったがこれも失敗している。12月下旬には黄安県北部の木城寨で会議が開催され、武装闘争維持の方針が確認され、木蘭山一帯でのゲリラ活動が展開された。

## その後
1928年（民国17年）1月、鄂東軍は中国工農革命軍第七軍と改編され、呉光浩が軍長に、戴克敏が党代表に選出された。5月には第7軍は河南省光山県南部の柴山保地区を勢力下に収めている。7月、第7軍は第11軍第31師団に改編、1929年（民国18年）5月までに400人規模に発展し、柴山保を中心に50キロ四方の鄂豫辺ソビエト区を形成、後に中国工農工紅軍第四方面軍及び鄂豫皖ソビエト区的へと発展していった。